# Василькув (гмина)
Васи́лькув (пол. Wasilków) — городско-сельская гмина (волость) в Польше, входит как административная единица в Белостокский повет Подляского воеводства. Население — 14 699 человек (на 2011 год).

## Демография
Данные по переписи 2011 года:
| Перепись            | Всего | Мужчины | Женщины |
| ------------------- | ----- | ------- | ------- |
| Всего               | 14699 | 7102    | 7597    |
| Городское население | 10226 | 4894    | 5332    |
| Сельское население  | 4473  | 2208    | 2265    |

## Поселения
1. Бурчак
2. Домбрувки
3. Хороднянка
4. Юровце
5. Катрынка
6. Мостек
7. Новодворце
8. Осовиче
9. Ожынник
10. Подкшемёнка
11. Рыбники
12. Селяховске
13. Сохоне
14. Студзянки
15. Ворошилы
16. Вулька-Подуховна
17. Вулька-Пшедмесце
18. Запечки
19. Засчанек

## Соседние гмины
1. Белосток
2. Гмина Чарна-Белостоцка
3. Гмина Добжинево-Дуже
4. Гмина Супрасль